# Anssi Karttunen
Anssi Ville Karttunen, född 30 september 1960 i Helsingfors, är en finländsk cellist.
Efter studier vid Sibelius-Akademin bedrev Karttunen fortsatta studier för bland andra William Pleeth och Tibor de Machula. Efter att 1980 ha segrat i Royal Tunbridge Wells-tävlingen i England har han haft en internationell karriär med särskilt fokus på den samtida musiken.
Karttunen har varit engagerad som konstnärlig ledare för orkestern Avanti! 1994–1998, för Sommarmusik i Borgå 1994–1997 och för biennalen i Helsingfors 1995. Han är medlem av ensemblen för samtida musik Toimii!. Sedan 1999 är han solocellist i London Sinfonietta, som han samverkat med redan dessförinnan. Karttunens cd-inspelningar omfattar verk av bland andra Magnus Lindberg, Kaija Saariaho och Esa-Pekka Salonen, dessutom verk av Bach, Beethoven, Debussy och andra.